# モルドバの首相
モルドバの首相（モルドバのしゅしょう、ルーマニア語: Prim-ministru al Republicii Moldova）では、モルドバ共和国の政府の長である。同国の首相は、国家元首たる大統領により指名され、指名後15日以内に議会を招集し議会の承認を得なければならない。首相率いる内閣は議会に対して責任を負うため、議会は内閣に対して不信任決議を行使できる。また、首相が欠けた場合は内閣総辞職をしなければならない。
以下の歴代首相リストは、ロシア革命に伴い短期間存在したモルダヴィア民主共和国や、ソビエト連邦構成共和国だったモルダヴィア・ソビエト社会主義共和国時代を含む。

## モルダヴィア民主共和国（1917年-1918年）
- パンテリモン・エルハン（ルーマニア語版、英語版） (1917年12月21日 - 1918年1月24日)
- ダニエル・チュグレアヌ（ルーマニア語版、英語版） (1918年1月24日 - 1918年4月9日)
- ペトル・カザク（ルーマニア語版、英語版） (1918年4月9日 - 1918年12月12日)

## モルダヴィア・ソビエト社会主義共和国（1940年-1991年）

### 人民委員会議議長
- ティホン・コンスタンティノフ（ルーマニア語版、英語版） (1940年8月2日 - 1945年4月17日) (1941年6月から1944年8月までSFSRに亡命)
- ニコラエ・コヴァル（英語版） (1945年4月17日 - 1946年1月4日)
- ゲラシム・ルディ（ルーマニア語版、英語版） (1946年1月4日 - 1946年4月4日)

### 閣僚会議議長
- ゲラシム・ルディ (1946年4月4日 - 1958年1月23日)
- オレクサンドル・ディオルデツァ（ルーマニア語版、英語版、ポーランド語版、ロシア語版） (1958年1月23日 - 1970年4月15日)
- ペトル・パスカリ（ルーマニア語版、英語版） (1970年4月15日 - 1976年8月1日) (第1次)
- セミオン・グロース（英語版） (1976年8月1日 - 1980年12月30日)
- イオン・ウスティアン（ルーマニア語版、英語版） (1980年12月30日 - 1985年12月24日)
- イヴァン・カリン（ルーマニア語版、フランス語版、英語版）(Ivan Călin) (1985年12月24日 - 1990年1月10日)
- ペトル・パスカリ (1990年1月10日 - 1990年5月26日) (第2次)

### ソビエト社会主義共和国・モルドバ（SSR Moldova）
- ミルチャ・ドルク（ルーマニア語版、英語版） 1990年5月26日 - 1991年5月28日
- ヴァレリウ・ムラヴシュ 1991年5月28日 - 1991年8月27日

## モルドバ共和国（1991年-現在）
| 代 | 肖像     | 首相の氏名                    | 就任年月日     | 退任年月日     | 所属政党                                              | 大統領       |
| -- | -------- | ----------------------------- | -------------- | -------------- | ----------------------------------------------------- | ------------ |
| 1  |          | ヴァレリウ・ムラヴシュ        | 1991年8月27日  | 1992年7月1日   | モルドバ人民戦線                                      | スネグル     |
| 2  |          | アンドレイ・サンゲリ          | 1992年7月1日   | 1997年1月24日  | モルドバ農業党                                        | スネグル     |
| 3  |          | イオン・チュブク              | 1997年1月24日  | 1999年3月12日  | 民主改革同盟                                          | ルチンスキー |
| -  |          | セラフィム・ウレケアン (暫定) | 1999年2月5日   | 1999年2月19日  | 無所属                                                | ルチンスキー |
| 4  |          | イオン・ストゥルザ            | 1999年2月19日  | 1999年11月12日 | 民主改革同盟                                          | ルチンスキー |
| -  |          | ヴァレリウ・ボブツァク (暫定) | 1999年11月12日 | 1999年12月21日 | 無所属                                                | ルチンスキー |
| 5  |          | ドミトリ・ブラギシュ          | 1999年12月21日 | 2001年4月19日  | 無所属                                                | ルチンスキー |
| 6  |          | ヴァシレ・タルレフ            | 2001年4月19日  | 2008年3月31日  | モルドバ共産党                                        | ヴォローニン |
| 7  |          | ジナイダ・グレチャヌイ        | 2008年3月31日  | 2009年9月14日  | モルドバ共産党                                        | ヴォローニン |
| -  |          | ヴィタリエ・ピルログ (暫定)   | 2009年9月14日  | 2009年9月25日  | モルドバ共産党                                        | ギンプ       |
| 8  |          | ヴラド・フィラト              | 2009年9月25日  | 2013年4月25日  | モルドバ自由民主党 （欧州統合同盟）                   | ギンプ       |
| 8  | フィラト | ヴラド・フィラト              | 2009年9月25日  | 2013年4月25日  | モルドバ自由民主党 （欧州統合同盟）                   |              |
| 8  | ルプ     | ヴラド・フィラト              | 2009年9月25日  | 2013年4月25日  | モルドバ自由民主党 （欧州統合同盟）                   |              |
| 8  | チモフチ | ヴラド・フィラト              | 2009年9月25日  | 2013年4月25日  | モルドバ自由民主党 （欧州統合同盟）                   |              |
| 9  |          | ユリエ・レアンカ              | 2013年4月25日  | 2015年2月18日  | モルドバ自由民主党 （欧州支持者連合）                 | チモフチ     |
| 10 |          | キリル・ガブリッチ            | 2015年2月18日  | 2015年6月22日  | モルドバ自由民主党 （欧州のモルドバのための政治同盟） | チモフチ     |
| -  |          | ナタリア・ゲルマン (暫定)     | 2015年6月22日  | 2015年7月30日  | モルドバ自由民主党 （欧州のモルドバのための政治同盟） | チモフチ     |
| 11 |          | ヴァレリウ・ストレレツ        | 2015年7月30日  | 2015年10月30日 | モルドバ自由民主党 （第3欧州統合同盟）                | チモフチ     |
| -  |          | ゲオルゲ・ブレガ (暫定)       | 2015年10月30日 | 2016年1月20日  | 自由党 （第3欧州統合同盟）                            | チモフチ     |
| 12 |          | パヴェル・フィリプ            | 2016年1月20日  | 2019年6月14日  | モルドバ民主党 （第3欧州統合同盟）                    | チモフチ     |
| 12 | ドドン   | パヴェル・フィリプ            | 2016年1月20日  | 2019年6月14日  | モルドバ民主党 （第3欧州統合同盟）                    |              |
| 13 |          | マイア・サンドゥ              | 2019年6月8日   | 2019年11月14日 | 行動と連帯党                                          | ドドン       |
| 14 |          | イオン・キク                  | 2019年11月14日 | 2020年12月31日 | 無所属                                                | ドドン       |
| -  |          | アウレリウ・チョコイ（代行）  | 2021年1月1日   | 2021年8月6日   | 無所属                                                | サンドゥ     |
| 15 |          | ナタリア・ガブリリツァ        | 2021年8月6日   | 2023年2月16日  | 行動と連帯党                                          | サンドゥ     |
| 16 |          | ドリン・レチャン              | 2023年2月16日  | 現職           | 無所属                                                | サンドゥ     |